# Charles-François Brisseau de Mirbel
Charles François Brisseau de Mirbel (Paris, 27 de março de 1776 – Levallois-Perret, 12 de setembro de 1854) foi um botânico e político francês. Ele foi um dos fundadores da ciência da citologia vegetal.

## Vida
Natural de Paris, aos vinte anos tornou-se naturalista assistente do Museu Nacional de História Natural da França. Enquanto estava lá, ele começou a examinar o tecido vegetal sob um microscópio.
Em 1802, Mirbel publicou seu tratado Traité d'anatomie et de physiologie végétale, que estabeleceu sua posição como fundador da citologia, histologia vegetal e fisiologia vegetal na França. Ele propôs que todo tecido vegetal fosse modificado a partir do parênquima (tecido de sustentação). Sua observação, em 1809, de que cada célula vegetal está contida em uma membrana contínua, continua sendo uma contribuição central para a citologia.
Em 1803, Mirbel obteve o cargo de superintendente dos jardins do Château de Malmaison de Napoleão. Lá ele estudou e publicou sobre a estrutura do tecido vegetal e o desenvolvimento dos órgãos vegetais. Ele também estudou e descreveu o gênero Marchantia de hepáticas. Seu tratado de 1802 e essas publicações permitiram-lhe, em 1808, ingressar na Academia Francesa de Ciências e tornar-se presidente do departamento de botânica da Sorbonne. Seus estudos de tecidos combinados foram publicados em 1815 como Eléments de physiologie végétale et de botanique.
Com a Restauração Bourbon, o amigo de Mirbel, Élie, duque Decazes, então Ministro do Interior, ofereceu-lhe o cargo de Secretário-Geral. Mas a queda do governo em 1829 marcou o fim da carreira política de Mirbel, e ele voltou a ocupar um cargo no Museu Nacional de História Natural como chefe do Jardin des Plantes de Paris, e acabou se tornando o Diretor de Cultura (chaire de cultura) para o museu. Mirbel foi eleito membro estrangeiro da British Royal Society de Londres em 1837.

Em 1823 Mirbel casou-se com Lizinska Aimée Zoé Rue, uma pintora francesa de miniaturas . Ele morreu em Champerret, França , em 1854. O gênero de plantas Mirbelia e a orquídea Dendrobium mirbelianum são nomeados em sua homenagem.

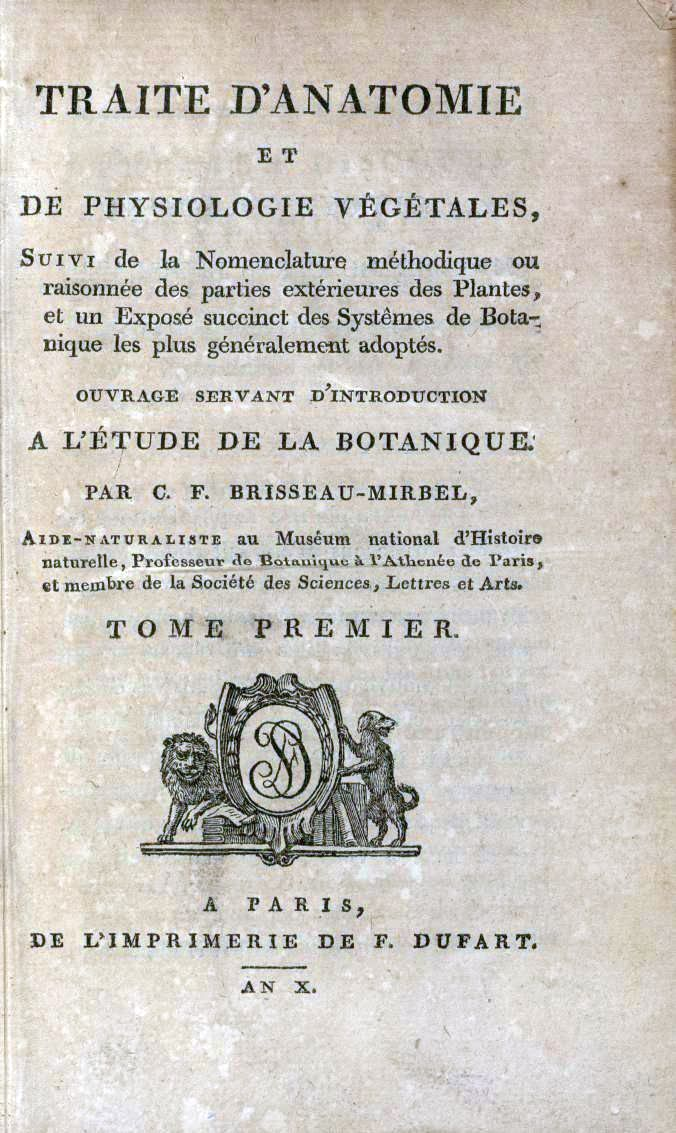
Traité d'anatomie et de physiologie végétales, 1801-1802

## Obras selecionadas
- Traité d'anatomie et de physiologie végétales (em francês). Paris: François Dufart. 1801–1802
- Traité d'anatomie et de physiologie végétale, 1802
- Histoire naturelle, générale et particulière de plantes, 1802-1806
- Exposition de la théorie de l'organisation végétale, 1809
- Éléments de physiologie végétale et de botanique, 1815